# Pusy-et-Épenoux
Pusy-et-Épenoux és un municipi francès situat al departament de l'Alt Saona i a la regió de Borgonya - Franc Comtat. L'any 2007 tenia 528 habitants.

## Demografia

### Població
El 2007 la població de fet de Pusy-et-Épenoux era de 528 persones. Hi havia 203 famílies, de les quals 28 eren unipersonals (16 homes vivint sols i 12 dones vivint soles), 90 parelles sense fills, 69 parelles amb fills i 16 famílies monoparentals amb fills.
La població ha evolucionat segons el següent gràfic:
Habitants censats

### Habitatges
El 2007 hi havia 217 habitatges, 204 eren l'habitatge principal de la família, 3 eren segones residències i 9 estaven desocupats. 209 eren cases i 7 eren apartaments. Dels 204 habitatges principals, 184 estaven ocupats pels seus propietaris, 15 estaven llogats i ocupats pels llogaters i 5 estaven cedits a títol gratuït; 1 tenia una cambra, 3 en tenien dues, 7 en tenien tres, 38 en tenien quatre i 156 en tenien cinc o més. 169 habitatges disposaven pel capbaix d'una plaça de pàrquing. A 69 habitatges hi havia un automòbil i a 125 n'hi havia dos o més.

### Piràmide de població
La piràmide de població per edats i sexe el 2009 era:
| Homes | Edats   | Dones |
| ----- | ------- | ----- |
| 0     | 95 o +  | 4     |
| 0     | 90 a 94 | 4     |
| 4     | 85 a 89 | 4     |
| 0     | 80 a 84 | 0     |
| 8     | 75 a 79 | 8     |
| 8     | 70 a 74 | 12    |
| 0     | 65 a 69 | 8     |
| 12    | 60 a 64 | 4     |
| 4     | 55 a 59 | 16    |
| 24    | 50 a 54 | 20    |
| 24    | 45 a 49 | 28    |
| 36    | 40 a 44 | 24    |
| 20    | 35 a 39 | 20    |
| 12    | 30 a 34 | 0     |
| 8     | 25 a 29 | 20    |
| 20    | 20 a 24 | 12    |
| 20    | 15 a 19 | 16    |
| 16    | 10 a 14 | 24    |
| 4     | 5 a 9   | 8     |
| 8     | 0 a 4   | 12    |

## Economia
El 2007 la població en edat de treballar era de 378 persones, 292 eren actives i 86 eren inactives. De les 292 persones actives 274 estaven ocupades (145 homes i 129 dones) i 17 estaven aturades (7 homes i 10 dones). De les 86 persones inactives 41 estaven jubilades, 32 estaven estudiant i 13 estaven classificades com a «altres inactius».

### Ingressos
El 2009 a Pusy-et-Épenoux hi havia 211 unitats fiscals que integraven 552,5 persones, la mediana anual d'ingressos fiscals per persona era de 19.600 €.

### Activitats econòmiques
Dels 12 establiments que hi havia el 2007, 2 eren d'empreses de fabricació d'altres productes industrials, 7 d'empreses de construcció, 2 d'empreses de comerç i reparació d'automòbils i 1 d'una empresa d'hostatgeria i restauració.
Dels 7 establiments de servei als particulars que hi havia el 2009, 2 eren tallers de reparació d'automòbils i de material agrícola, 1 guixaire pintor, 2 lampisteries i 2 electricistes.
L'any 2000 a Pusy-et-Épenoux hi havia 10 explotacions agrícoles que ocupaven un total de 654 hectàrees.

## Equipaments sanitaris i escolars
El 2009 hi havia una escola elemental integrada dins d'un grup escolar amb les comunes properes formant una escola dispersa.

## Poblacions més properes
El següent diagrama mostra les poblacions més properes.